# 김종규 (레슬링 선수)
김종규(金鍾奎, 1958년 3월 2일~)는 대한민국의 레슬링 선수로, 1984년 하계 올림픽 남자 자유형 플라이급에서 은메달을 획득하였다. 

## 경력
강원도 춘성군 신동면 거두 1리(현재의 춘천시 동내면 거두리) 출신으로 농업에 종사하는 김윤섭과 지옥임 사이에서 3남 중 장남으로 태어났다. 동내국민학교와 강원중학교를 졸업했고 춘천공업고등학교 2학년 때 레슬링을 시작했다.
1975년 청소년 국가대표로 발탁되어 11월에 이란 테헤란에서 열린 아리아메르 국제 레슬링 대회에 참가했다. 이 대회는 시니어 국가대표 선수들이 겨루는 대회로 1회전에서 폴란드의 브와디스와프 스테치크에게 패해 탈락했다. 1977년 8월에는 미국 라스베이거스에서 열린 1977년 세계 주니어 선수권 대회에 참가했으나 탈락했다.
동국대학교 체육학과 재학 시절인 1978년에 처음으로 국가대표로 발탁되었고 그 해 8월에 멕시코시티에서 열린 1978년 세계 선수권 대회에 참가하였으며, 첫 상대인 폴란드의 스테치크에게 패하여 탈락했다. 같은 해 12월에는 태국 방콕에서 열린 1978년 아시안 게임에 참가하였으며, 몽골의 도르지조빙 강바트를 판정으로 누르고 일본의 다카다 유지의 뒤를 이어 은메달을 획득했다. 이 공로로 체육훈장 기린장을 받았다. 이듬해인 1979년 4월에는 미국 전미 오픈에서 은메달을 획득했으며, 1980년에도 국가대표로 발탁되어 소련 모스크바에서 열릴 1980년 하계 올림픽 대비를 위해 미국에서 열린 국제 친선 경기에 뛰었으나 올림픽 보이콧으로 인해 참가가 무산되었다.
1981년 7월에는 루마니아 부쿠레슈티에서 열린 1981년 하계 유니버시아드에 참가하여 캐나다의 레이 타카하시를 꺾고 일본의 사토 미쓰루와 루마니아의 게오르게 비르쿠의 뒤를 이어 동메달을 획득했다. 이듬해인 1982년 8월에는 캐나다 에드먼턴에서 열린 1982년 세계 선수권 대회에 참가하였으며 동독의 하르트무트 라이히, 소련의 오스만 예펜디예프, 미국의 조 곤잘러스에게 밀려 4위에 올랐다. 같은 해 12월에는 인도 뉴델리에서 열린 1982년 아시안 게임에 참가하여 일본의 아사쿠라 도시오와 이란의 모함마드 호세인 바다기의 뒤를 이어 동메달을 획득했다. 이 공로로 대통령 표창을 받았다.
이듬해인 1983년에 한국주택공사 레슬링단에 입단했으며, 3월 일본 도쿄에서 열린 슈퍼 챔피언십에 참가했으나 1회전에서 탈락했다. 같은 해 8월에는 튀르키예 앙카라에서 열린 야샤르 도우 국제 대회에서 동메달을 획득했으며 11월에 캐나다 토론토에서 열린 캐나다컵에서 캐나다의 타카하시를 누르고 자신의 국제 대회 첫 우승을 차지했다.
1984년 8월 미국 로스앤젤레스에서 열린 1984년 하계 올림픽에 참가하였고 은메달을 획득했다.

## 개인사
1981년 차경순과 결혼했으며, 슬하에 아들 성룡을 두었다.

## 수훈
- 체육훈장 맹호장(1984년 8월 17일)
- 체육훈장 기린장(1979년 3월 9일)
- 대통령표창(1982년 12월 7일)